# 约卢·阿比尔
约卢·阿比尔（Iolu Johnson Abil，1942年—），是瓦努阿图的政治家。2009年9月2日宣誓就任瓦努阿图總統。

## 简介
约卢·阿比尔出生于瓦努阿图南端的塔納島上，是瓦努阿图长老宗的信徒。
他曾经担任瓦努阿图内政和卫生部长，是瓦努阿库党党员。在2009年9月2日的大选中击败前总统卡尔科特·马塔斯凯莱凯莱在内的11名候选人，当选为瓦努阿图第七任总统。当天晚上，正式宣誓就职。